# Liv

Det hierarkiska systemet i biologin.

Liv (Biota) är den egenskap som delas av alla organismer. Det finns ingen entydig definition på biologiskt liv, men olika livsformer har vissa gemensamma särdrag som karaktäriserar dem, fortplantning (reproduktion), nedärvning, reaktion på yttre stimuli samt ämnesomsättning (metabolism).
Liv studeras inom ett brett spektrum av forskningsområden som på senare år har kommit att sammanfattas under beteckningen livsvetenskaper (av engelskans life sciences). Detta begrepp omfattar främst biologi och medicinsk vetenskap, men även biokemi, farmakologi och bioteknik med mera. Inom samhällsvetenskapen studeras liv inom arten människa.

Virus, viroider och prioner kan endast föröka sig med hjälp av värdcellernas ämnesomsättning; i brist på egen reproduktion kan de alltså inte klassificeras som organismer. Om man bortser från dem är de minsta och enklaste livsformer man känner bakterier av släktet Mycoplasma. Det är inte lätt att avgöra den största organismen. Vissa svampmycel, liksom en del klonbildande växter, har en större biomassa än mammutträd, som i sin tur kan bli tio gånger så tunga som de största valarna.

## Definitioner
Liv anses enligt den konventionella definitionen omfatta merparten av egenskaperna listade nedan. 
Livet kan avbildas som en organisationshierarki från mikrovärldens partiklar till hela biosfären, den del av vår planet där liv förekommer. Organiska komponenter formar cellen, som i sin tur bildar vävnader, organ och hela organismindividen. Flera individer bildar en population, interagerar med andra organismer i organismsamhället som tillsammans med den abiotiska naturen bildar den fungerande helheten ekosystem. Jordens olika ekosystem bildar större helheter i form av biom, och de olika biomen bildar det som vi kallar för biosfären.  Bland livets organisationsnivåer kan cellen betraktas som grundenheten, cellen är den enda organisationsnivå där alla för livet säregna egenskaper finns representerade. 
De olika organisationsnivåerna kan inte uteslutande betraktas från en reduktionistisk synvinkel, livet är en holistisk helhet som för varje nytt steg uppvisar nya emergenta egenskaper. Följaktligen, även om man känner till alla cellnivåns funktioner, kommer man inte att kunna dra definitiva slutsatser om nästa organisationsnivå. Livet är ett självorganiserande system, livets komponenter interagerar sinsemellan utan att man behöver anta någon utanförstående kraft som tillser att resultatet blir ändamålsenligt, enligt nuvarande vetenskapliga världsbild. Biosfären är ur termodynamisk synvinkel ett öppet system, både materia och energi utbyts med omgivningen. 
1. Homeostas: Reglering av den interna miljön för att upprätthålla ett visst tillstånd; till exempel, elektrolytkoncentration eller svettning för att sänka temperaturen.
2. Organisation: Består av en eller flera celler. Celler är livets grundläggande byggsten.
3. Metabolism: Konsumtion av energi genom att konvertera kemiska föreningar och energi till cellkomponenter (anabolism) och genom att bryta ner organisk materia (katabolism). Levande ting kräver energi för att upprätthålla intern organisation (homeostas) och för att producera de andra fenomen som förknippas med liv.
4. Celltillväxt: Reproduktion av celler (celldelning), för att kunna ersätta gamla och döda celler med nya friska celler.
5. Anpassning: Förmågan att kunna förändra arvsmaterialet (mutation), för att kunna förändra sina egenskaper och för att kunna anpassa sig till miljöer.
6. Respons vid stimuli: Tillgång till "sinnen" som kan uppfatta omgivningen.
7. Reproduktion: Förmågan att skapa nya organismer.

De funktioner som uppräknades ovan kännetecknar aktivt liv. Många organismer har vilstadier, fortplantningskroppar eller överlevnadsenheter, t.ex. frön och sporer, som inte tydligt uppvisar dessa egenskaper. De måste emellertid betecknas som levande så länge de har kvar förmågan att ge upphov till aktivt liv.

## Organismer
Den grundläggande enheten för liv är organismen. I ekologiska sammanhang kallas en ensam organism för en individ. Organismen kan bestå av en eller flera celler.

## Arter och systematik
Liv delas in i olika arter enligt biologisk systematik.

## Livets ursprung
Livet på jorden började förmodligen med abiogenes för 3-4 miljarder år sedan, då RNA och senare DNA uppstod. Celler växte fram och gav sedan upphov till flercelliga organismer.

## Utomjordiskt liv
Existensen av utomjordiskt liv är hypotetisk, eftersom det saknas trovärdig evidens, som är allmänt accepterad inom vetenskapssamhället. Med utomjordiskt liv avses levande organismer som utvecklats i det interstellära mediet eller på någon annan himlakropp än jorden. En metod att uppskatta chansen till att utomjordiskt liv är Drakes ekvation. 
Utomjordiskt liv studeras inom den akademiska disciplinen astrobiologi. Ett flertal hypoteser finns om ursprunget till utomjordiskt liv och om sådant liv verkligen har uppstått och fortfarande existerar någonstans.